# Frank Holl
Frank Holl (Francis Montague Holl, dit), né le 4 juillet 1845 à Londres, où il meurt le 31 juillet 1888, est un peintre britannique. Son œuvre est constituée de tableaux décrivant des situations où l’expression des sentiments s’inscrit dans une perspective narrative, il crée de la sorte des « moments », imprégnés de réalisme social, et jouant souvent sur l’ambiguïté des scènes narrées.
Frank Holl est aussi, principalement à la fin de sa carrière, un portraitiste à la mode, spécialisé dans les portraits officiels, particulièrement issu de l’establishment et de la famille royale anglaise.
Il meurt à l’âge de 43 ans : ses contemporains attribuent cette mort précoce à un train de vie professionnel effréné durant ses vingt dernières années.
Après sa mort, son œuvre tombe rapidement dans l’oubli. L’exposition de 2013 à la Watts Gallery, et le catalogue publié à cette occasion, ravivent sa mémoire après plus d’un siècle de silence.

## Biographie
Francis Montague Holl naît à Londres dans une famille de graveurs reconnus. Son père est Francis Holl (membre associé de la Royal Academy), son oncle est William Holl le Jeune, et son grand-père William Holl le Vieux. Il est formé à l’University College School, et entre en 1860 à l’école de la Royal Academy, comme apprenti en peinture, et remporte rapidement des distinctions (médailles d’argent et d’or).
En 1869, il est engagé comme artiste par le graveur sur bois et réformateur social William Luson Thomas ; il participe à l’édition de The Graphic, un journal récemment fondé par Luson. Parmi les admirateurs des illustrations de Frank Holl, on trouve Vincent van Gogh, qui dit dans ses lettres à son frère Théo son admiration pour Holl. Durant son séjour à Londres, Vincent van Gogh découpe et collecte avec méticulosité les gravures de Holl publiées par The Graphic.
En 1886, il produit un portrait de John Everett Millais pour sa réception à la Royal Academy. Sa santé décline ensuite rapidement et il meurt à Hampstead le 31 juillet 1888. Il est enterré au Cimetière de Highgate, où son épouse Laura le rejoint 43 ans plus tard, le 10 juin 1931.
Un mémorial  est dédié à Frank Holl à la Cathédrale Saint-Paul à Londres.

## Œuvre
- 1870 : Better is a Dinner of Herbs where Love is, than a Stalled Ox and Hatred therewith
- 1871 : No Tidings from the Sea
- 1872 : I am the Resurrection and the Life
- 1873 : Leaving Home
- 1874 : Deserted
- 1876 : Her First-born
- 1877 : 
  - Going Home
  - Hush
  - Hushed. Newgate, Committed for Trial
- 1878
  - The Daughter of the House
  - Absconded
  - Portrait of Samuel Cousins
- 1880
  - Ordered to the Front
  - Portrait of Lord Roberts (pour la reine Victoria)
  - Peeling potatoes
- 1883
  - Home Again
  - The Prince of Wales
  - Did you ever kill anybody Father?
  - Garnet Wolseley, 1st Viscount Wolseley
- 1885
  - Lord Dufferin
  - The Duke of Cleveland
- 1886
  - W.S. Gilbert, National Portrait Gallery

Et aussi des portraits de Lord Overstone, John Bright, Mr Gladstone, Joseph Chamberlain, John Tenniel, Earl Spencer, Viscount Cranbrook, et d’autres.

## Distinctions
- 1878 : membre associé de la Royal Academy
- 1883 : membre de la Royal Academy